# Alessandro Correggio
Alessandro I Correggio va ser fill natural legitimat del cardenal Gerolamo I Correggio amb Paola Piloja. Legitimat per butlla papal el 1553 i diploma imperial el 1571 va obtenir el cognom Correggio d'Àustria el 3 de març de 1580.
El 1572 va succeir al pare en la seva part del comtat de Correggio i a més va heretar la senyoria de Medesano. El 1579 se li va reconèixer el domini indivís i l'exclusiu de Rossena i va obtenir el diploma imperial el 3 de març de 1580. Va ser elevat a comte de Medesano pel duc de Parma.
Va morir d'una fractura el 23 d'octubre de 1591. Estava casat amb Ippolita Torelli, Comtessa Imperial de la meitat de Coenzo, filla de Federico Torelli, primer comte de Coenzo, i patrici de Milà, Màntua, Pavia i Parma. El va succeir el seu fill Gerolamo II Coreggio.